# 愛媛縣公安委員會
愛媛縣公安委員會（日语：／ Ehimeken kō'an-i'inkai */?）是由愛媛縣知事所轄，負責管理愛媛縣警察的行政委員會，由3名委員組成。

## 委員
- 委員長
  - 增田吉利
- 委員
  - 龜岡麻理子
  - 山本泰正

## 下部組織
- 愛媛縣警察

## 外部連結
- 愛媛県公安委員会 （页面存档备份，存于）